# Lei Bosman
O Acórdão Bosman, também conhecido como Lei Bosman, foi uma lei permitiu que os futebolistas, que são também considerados trabalhadores comunitários, não se vissem impedidos de jogar noutro país da União Europeia por normas internas da UEFA e das respectivas Federações nacionais de Futebol.
Esta Acórdão foi proferido pelo Tribunal de Justiça da União Europeia em 15 de dezembro de 1995, cinco anos após Jean-Marc Bosman entrar na justiça e pedir que seu clube, o RFC Liège, o liberasse para que ele pudesse jogar no clube francês Dunkerque.